# Alluvione della Valle Caudina del 1999
L'alluvione della Valle Caudina fu una calamità che si verifico il 16 dicembre 1999 nella Valle Caudina, focalizzandosi in particolare tra i comuni di Cervinara e San Martino Valle Caudina, dove frane e allagamenti causarono 6 morti.

## Storia
Il 14 dicembre 1999 intense precipitazioni si abbatterono tra l'Irpinia, il Sannio e l'Agro nocerino-sarnese, causando non pochi disagi tra le popolazioni colpite. Ciò era parte di una perturbazione che stava stazionando sull'alto meridione. All'inizio le preoccupazioni circa la possibilità di smottamenti e allagamenti andarono a Sarno, reduce, da circa un anno, di un terribile evento franoso che coinvolse Sarno stesso, Bracigliano, Siano e Quindici e che aveva provocato 160 morti, tuttavia il giorno successivo l'emergenza si concentrò nella zona Caudina, una vallata compresa tra le province di Avellino e Benevento: la Protezione civile diramò, per l'occasione, un'allerta meteo sull'attivazione di colate di fango nella zona compresa tra i comuni di Cervinara e San Martino Valle Caudina.
La situazione precipitò nella notte di giovedì 16 dicembre: circa 30 000 metri cubi di fango e detriti scivolarono dal monte Cornito, investendo le località di Ioffredo e Castello di Cervinara. Al mattino il quadro della situazione appariva abbastanza tragico: numerose persone sepolte sotto al fango, diverse abitazioni danneggiate se non distrutte, strade e piazze coperte dai detriti impraticabili dai soccorritori. Nel contempo si attivarono altri movimenti franosi a San Martino e Rotondi, rendendo ancora più difficoltosa l'opera di soccorso, a cui si aggiunsero anche gli straripamenti di due torrenti, il Ioffredo e il San Gennaro. Al 17 dicembre risultavano recuperate quattro persone morte e due dispersi, mentre 15 persone risultavano feriti; inoltre furono sfollate complessivamente 3 000 persone, di cui oltre 1 500 solo a Cervinara, in parte per l'inagibilità delle abitazioni e in parte per l'instabilità dei monti della zona. Nelle ore successive la perturbazione cominciò a distogliersi dalla zona alluvionata, permettendo un facile lavoro da parte dei soccorritori che riuscirono a recuperare i cadaveri dei dispersi nonché a mettere in sicurezza la zona. L'emergenza si concluse qualche giorno più tardi.